# St. Petrus (Wolfersdorf)

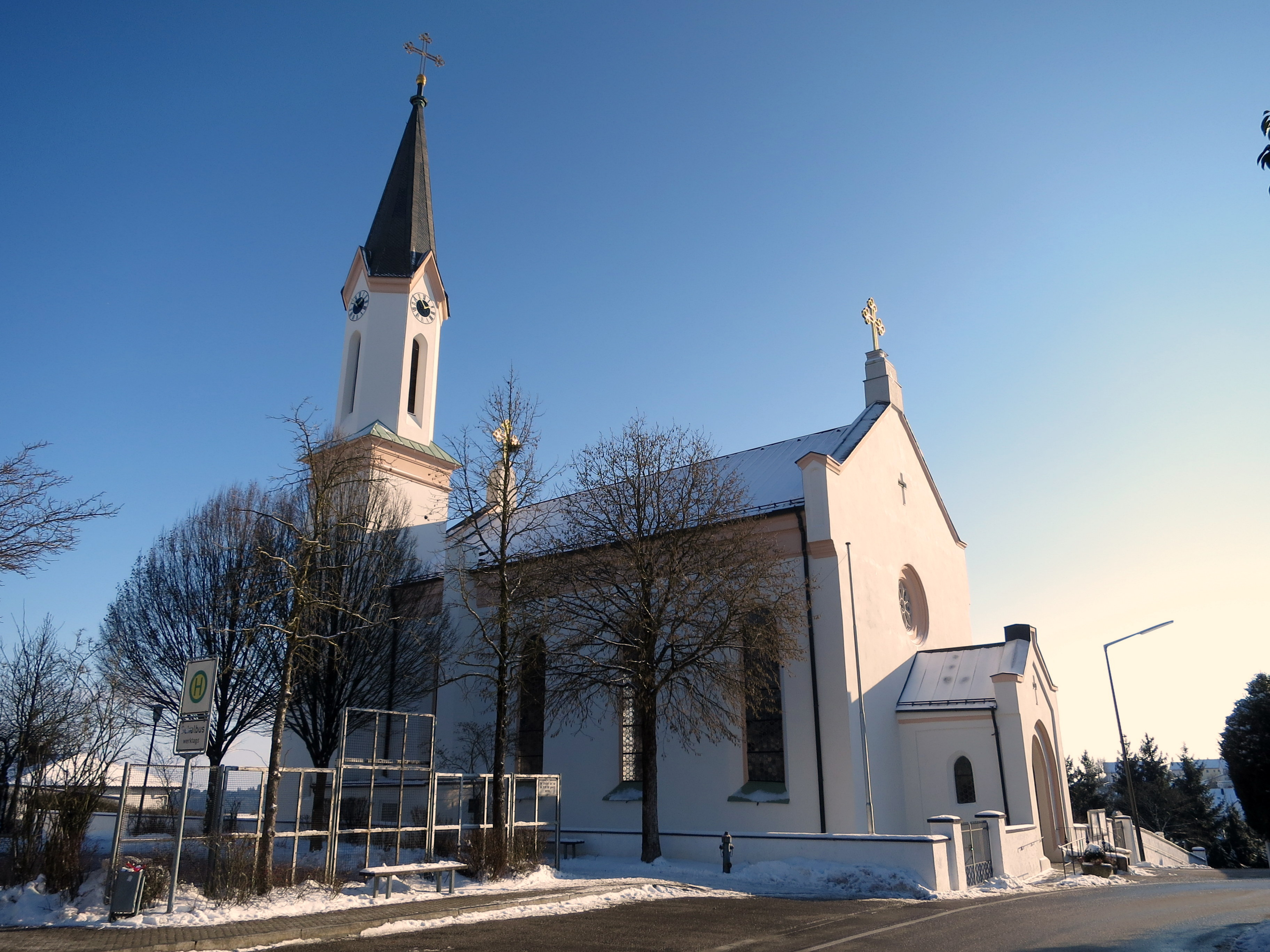
St. Petrus in Wolfersdorf

St. Petrus ist die katholische Pfarrkirche von Wolfersdorf im Landkreis Freising.

## Geschichte
Die zum 1834 abgerissenen Schloss Wolfersdorf gehörige Schlosskirche war durch mangelnden Unterhalt baufällig. So mussten Wände abgestützt werden und 1843 sogar der Turm abgetragen werden. Von Pfarrer Johann Roßnagel wurde deswegen ein Neubau initiiert.
Ein erster Entwurf von Baptist Lang aus Vötting wurde 1864 nicht genehmigt. Umgesetzt wurde der Entwurf des Münchner Architekten Klumpp. Grundsteinlegung für den Neubau war am 21. Juli 1867. Der Rohbau wurde 1869 fertiggestellt. Geweiht wurde die Kirche am 17. September 1874 durch Erzbischof Gregor von Scherr.

## Ausstattung

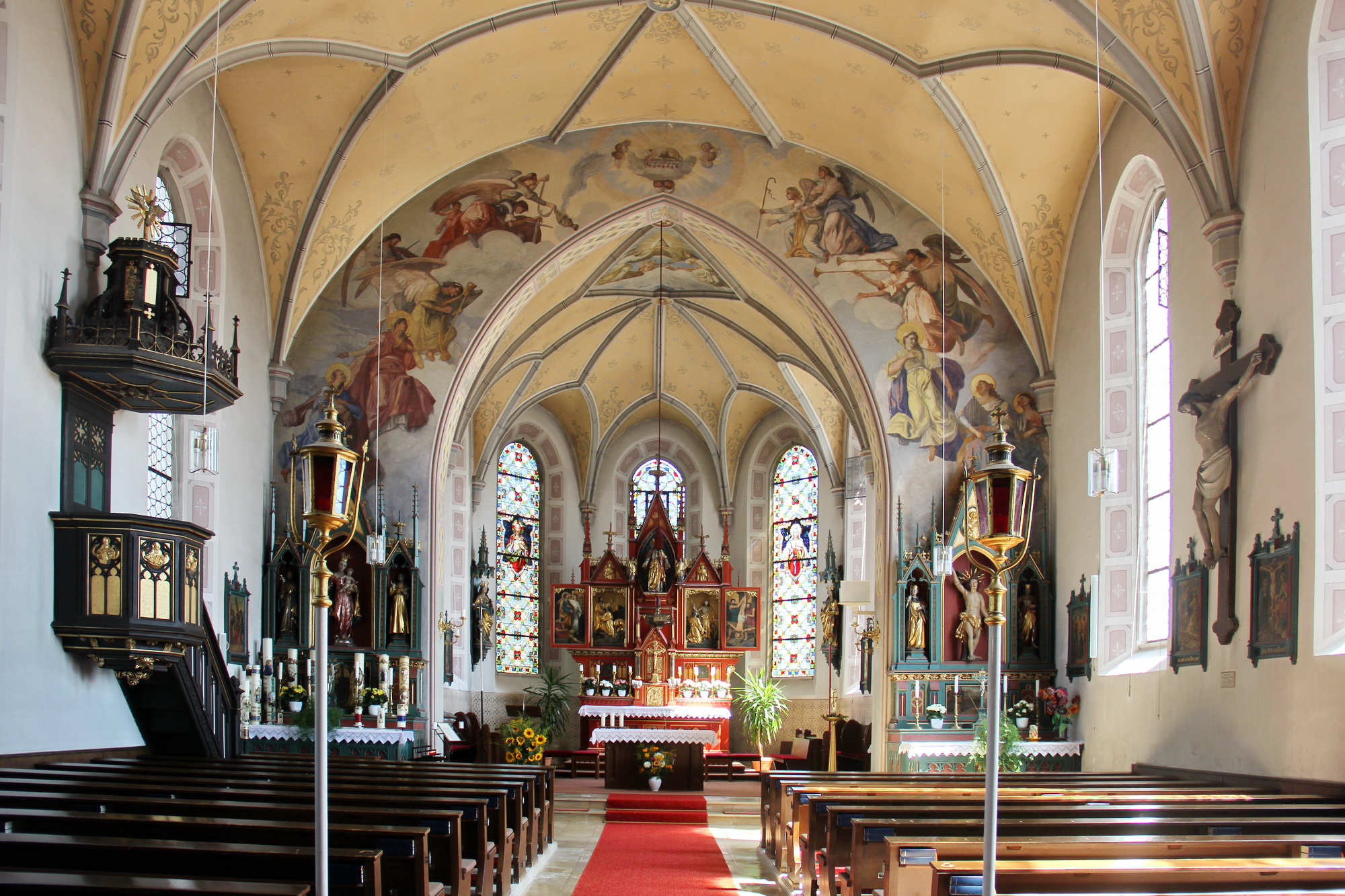
St Petrus und Paulus: Innenraum

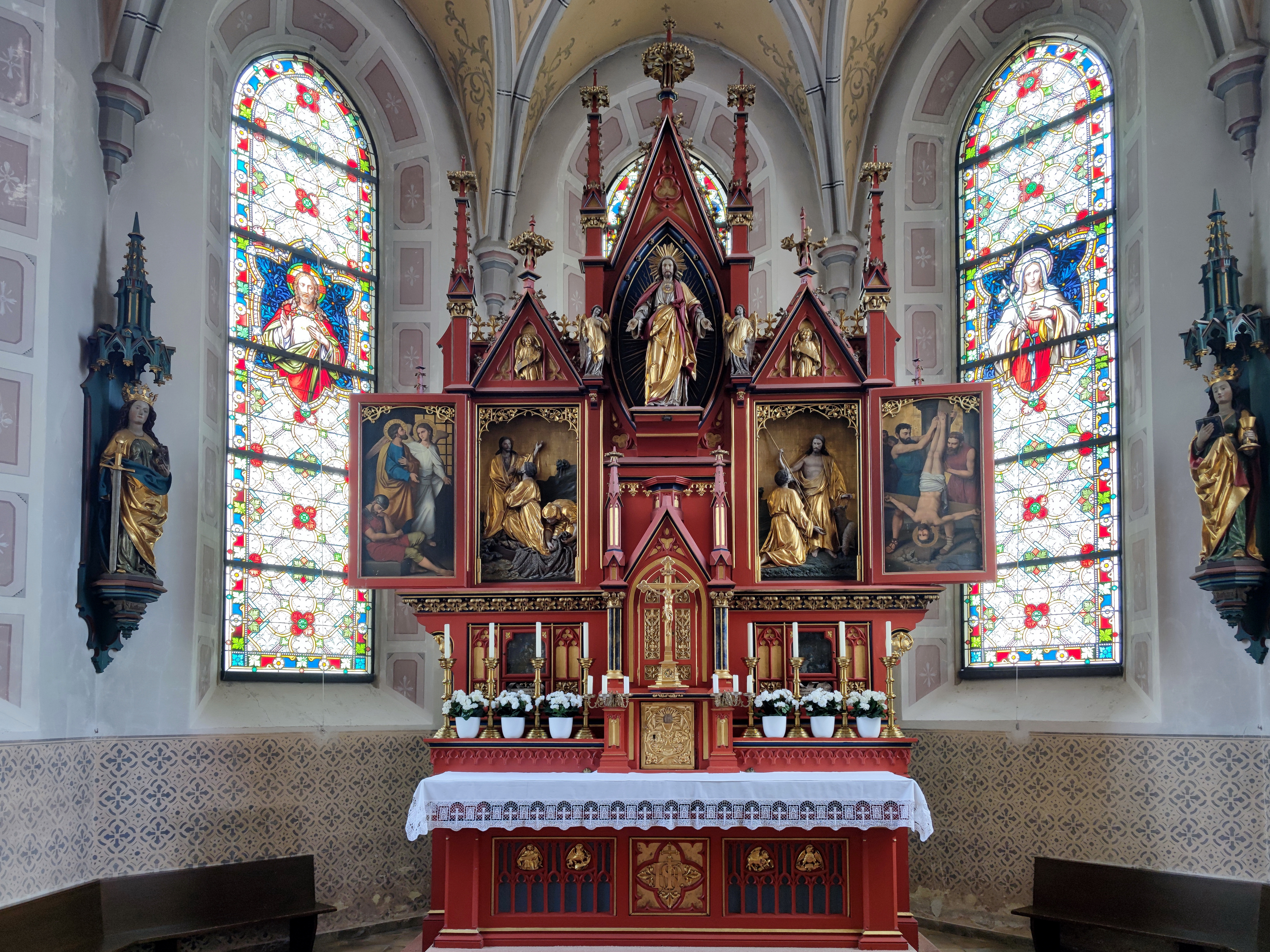
St Petrus und Paulus: Hochaltar

Die neugotische Ausstattung wurde in den Jahren 1873/74 beschafft. Kanzel und Altäre stammen von Johann Marggraff. Der Hauptaltar ist als Flügelaltar ausgeführt und dem Kirchenpatron Apostel Petrus geweiht. Der linke Nebenaltar ist der Mutter Gottes geweiht. Flankiert wird der Altar von Statuen des Heiligen Josef und des Heiligen Antonius. Der rechte Nebenaltar ist dem Heiligen Sebastian geweiht, mit den Statuen des Leonhard von Limoges und des Florian von Lorch.
Die Kirchenuhr wurde 1890, die Buntglasfenster 1894 eingebaut. Die aus der Schlosskirche übernommene Orgel wurde 1889 durch eine von Therese Rieger gestiftete neue Orgel von Martin Binder ersetzt. Die Glocken der Firma Anton Oberascher aus dem Jahr 1869 mussten 1917 abgeliefert werden und wurden 1924 durch drei neue Glocken der Glockengießerei Ulrich aus Kempten ersetzt.